# Costin Petrescu
Costin Petrescu (Pitești, 1872-Bucarest, 1954) fue un pintor rumano.

## Biografía
Nacido el 10 de mayo de 1872 en Pitești, se licenció en la Escuela de Bellas Artes de Bucarest y en la Escuela de Arquitectura. Medallista en la exposición de obras de artistas vivos de 1896, compuso varios cuadros adquiridos por el Estado para la Pinacoteca de Bucarest, entre ellos Un simpatic, Cap de ecspresie y Un nemulțumit. Petrescu, que destacó como pintor durante el periodo de entreguerras, viajó por Estados Unidos en 1919-1920. Falleció el 5 de octubre de 1954 en Bucarest.